# Margattea centralis
Margattea centralis är en kackerlacksart som först beskrevs av Gerstaecker 1883.  Margattea centralis ingår i släktet Margattea och familjen småkackerlackor. Inga underarter finns listade i Catalogue of Life.